# ふるやのもり
ふるやのもりは、日本の昔話の一つ。「古屋のもり」「むりどん」などともいう。「動物由来型民話」の大分類のうちに数えられる。

## あらすじ
ある村の古い一軒家に、おじいさんとおばあさんと孫の三人が住んでいた。ある雨の夜、三人が寝たあとに飼われている馬をとって食おうと、山の狼が厩に忍び込んだ。同じ頃、泥棒も天井の梁に登り隠れていた。孫から「この世で一番恐ろしいものは何？」と聞かれたおじいさんは「盗人より狼より、ふるやのもりが怖い」と言う。天井に泥棒、床下に狼、どちらも「もり」とはどんな化け物かと震え上がった。
雨が強くなり部屋に雨漏りがするようになると、おじいさんの「ふるやのもりが出た！」の声で仰天した盗人が、厩に潜んでいた狼の上に落ちた。狼は得体の知れない「ふるやのもり」が落ちてきたのだと思い、恐怖のあまり全速力で走り出す。一方泥棒は自分を乗せて走っているのが、得体の知れない「ふるやのもり」だと思い、恐怖のあまりしがみついたまま「落ちたら食われてしまう」と身動きが取れない。
明け方になって、泥棒は「もりというのは狼みたいな顔しちょるな。どっか逃げる所はないか」と考え、木の枝を見つけて飛び移った。ところがその木に大きな穴が開いていて、泥棒は深い穴の底まで落ちてしまった。
一方、狼は仲間の動物である熊、猿、キツネ、タヌキ、虎（猪）たちに恐ろしい目に遭ったことを話すと、そんな恐ろしいやつがこの辺をうろつかれてはたまらないと、もりが急にいなくなった付近を皆で調べに行くことになった。猿は知ったかぶりをして「もりというのは凄く恐ろしい奴だ」と物知りぶる。
木に開いた穴が怪しいので、猿が長いしっぽを垂らすと、中にいた泥棒は木の蔓と間違えてよじ登ろうとした。驚いた猿は、捕まったらふるやのもりに食べられてしまうと思い、必死に踏ん張ったら、しっぽが切れて地面に落ち、顔を酷くすりむいてしまった。それからというもの、猿のしっぽは短く、顔は赤くなったという。それを見た仲間の動物たちはもと来た道を逃げて行くが、虎は逃げに逃げ、遂には海を渡り朝鮮まで逃げたので、日本からはいなくなってしまった。

## 特徴
- 「なぜ猿の顔は赤く尻尾はみじかいのか」「なぜ虎は日本ではなく朝鮮にいるのか」という「由来譚Ⅱ（動物の由来）」に属する。関敬吾は『第一部 動物』のうち「十 動物由来」ではなく「七 古屋の漏(33A-B)」と独立した一分類にしている[2]。

## バリエーション
虎が登場しない（猿の由来のみ語られる）もの、泥棒が木に空いた穴でなく井戸の底に落ちるもの、猿が登場せず泥棒が木を揺さぶる虎と狼の上に落ちてくるもの、孫がおらず老夫婦のみの会話などの変化がある。